# 蒙古历史
蒙古是亚洲大陆中部一个草原和沙漠遍布的高原地区的泛称。蒙古国之外、广义上的蒙古还包括中国的内蒙古自治区和新疆维吾尔自治区的一部分，以及俄罗斯联邦的南西伯利亚的部分区域，如图瓦共和国、布里亚特共和国、外貝加爾邊疆區等。在蒙古帝国建立之前的数千年，其他民族，如匈奴、漢族、鲜卑、柔然、突厥、回纥、黠嘎斯、阻卜、契丹等都曾在此活动。

## 史前時期
大約在舊石器時代就有人類進入今天的蒙古地区，其代表为戈壁以南的鄂尔多斯文化和漠北的石板墓文化。然而直到前3世紀之前这个地区和周边发生的关系很少。

## 上古

### 匈奴時期

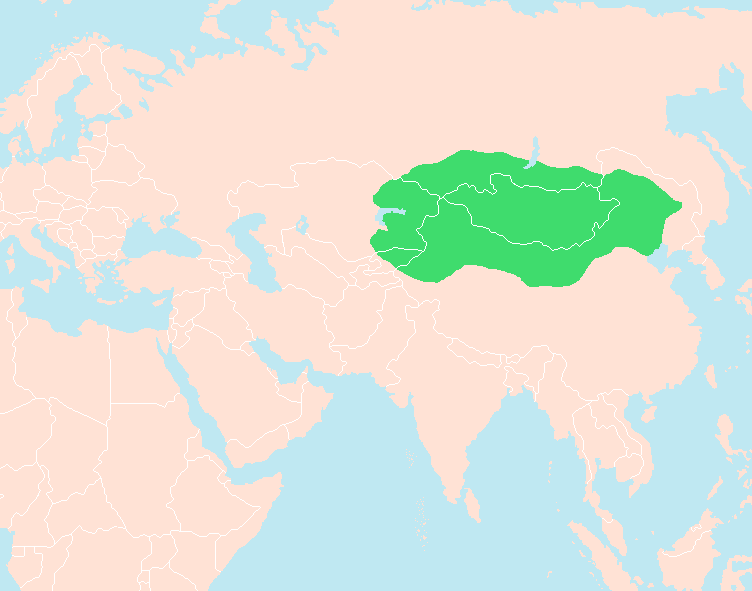
冒顿单于时（前209年——前174年）的匈奴疆域

早期的亚洲大陆腹地的蒙古地区有四大以游牧为生的部落：丁零、月氏、匈奴、東胡。前209年，匈奴的冒顿单于建立了今蒙古地区历史上的第一个国家。匈奴成为強大的游牧部落，並與秦朝、漢朝长期对立。然而，強大的遊牧帝國並沒有長久。經過激烈的內部紛爭和外来的军事打击后逐步走向衰落，虽然在新朝时期，由于赤眉、绿林起义而统一并连年入侵，但是后来在48年匈奴分成南北兩個匈奴，155年在鲜卑人征伐下北匈奴崩溃，最终在158年被丁零人打败；在216年南匈奴被曹操一分为五。秦、汉帝国在漠南地区的河套平原一带设置郡县。

### 鮮卑汗國時期
鮮卑的渊源尚无定论，一说认为其属于汉文史料上所谓的东胡部落之一。在2世紀中期，鮮卑在檀石槐的领导下崛起，并而建立了鮮卑國，佔領了蒙古高原和中国汉朝北部的一些地区。并进一步渗入魏晋时期的中国北部边疆，到五胡十六国时期。分别有有慕容鲜卑、秃发鲜卑、乞伏鲜卑、段氏鲜卑、宇文鲜卑、拓跋鲜卑建立的国家；386年，鲜卑的一支拓跋建立北魏，统一了五胡十六国之后的中国北部，维持统治直到581年。这个时期在蒙古地区活跃的民族还有敕勒。

## 中古

### 柔然汗國時期
402年，拓跋鲜卑的别支（奴隶）柔然的首领社侖称可汗。在之后的一百年中柔然称雄蒙古草原。北魏和柔然之间发生了多次战争。552年，柔然人在蒙古高原被突厥土门可汗击败，柔然汗国崩溃。

### 突厥汗國時期
552年突厥击败柔然汗国成为蒙古高原的新兴游牧帝国。583年突厥分裂为东西两汗国。并在屡次与隋朝的战争战败而走向衰落（参见隋与突厥之战）；虽然在隋末唐初时因中国内乱而盛极一时并连年入侵，但是最终在630年，东突厥被唐朝征服并纳入疆域（安北都護府），646年當時漠北勢力最大的薛延陀汗国也被唐朝所灭，但681年後突厥复国，并对武则天的武周连年入侵。最终后突厥汗国在回鹘汗国和唐朝夹击下灭亡。

### 回纥汗國时期

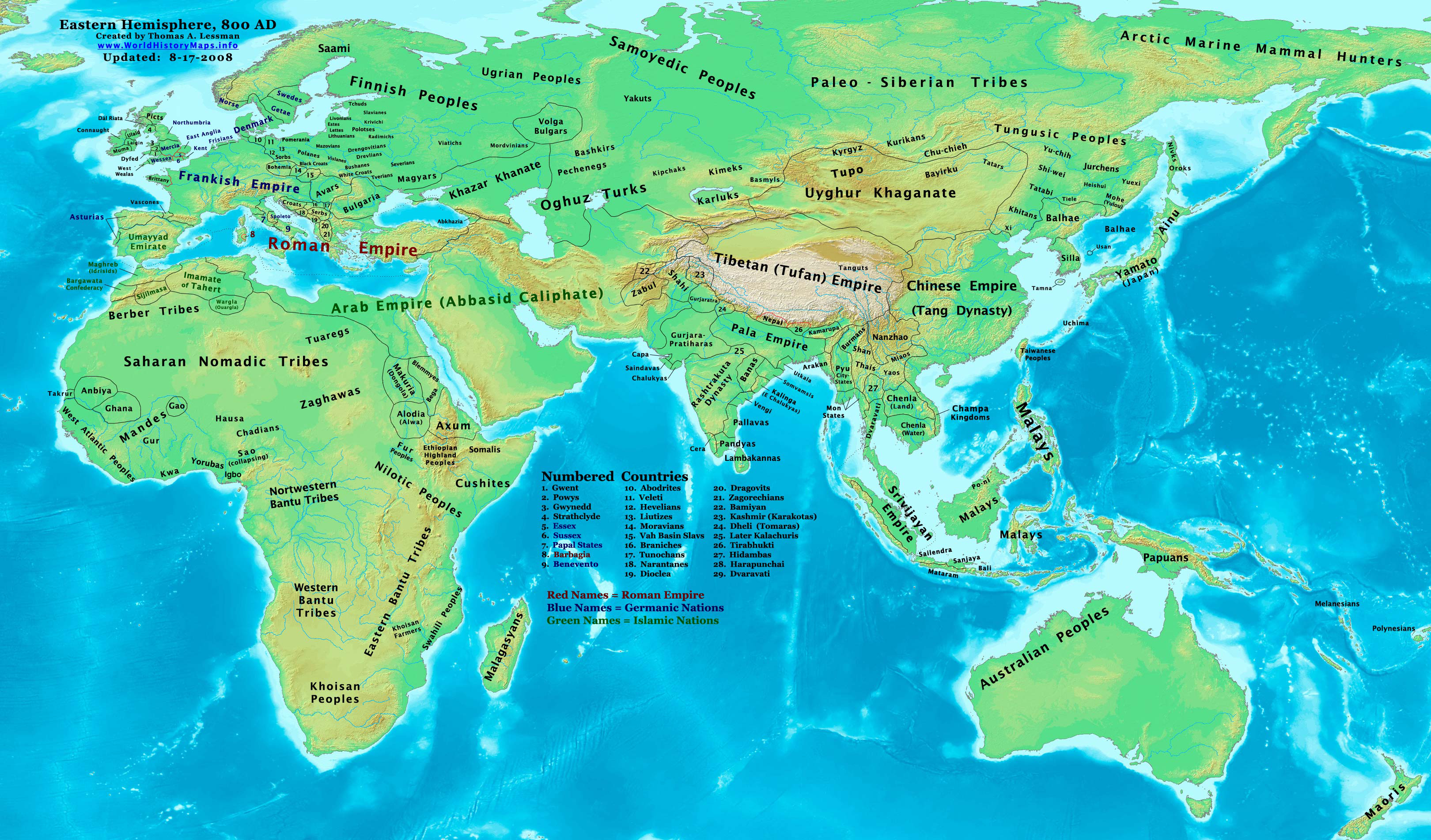
800年回纥帝国鼎盛时期的范围

回纥是敕勒的一小部分，原是突厥下属的部落。唐天寶三年（744年），以骨力裴羅為領袖的回紇聯盟在唐帝国军队的协助下，推翻了突厥汗國，殺突厥白眉可汗 。一开始唐和回纥的关系以和平为主。不过也在762年趁机敲诈混乱中的唐朝，并以掠夺洛阳城为条件收复洛阳从而对剿灭安史之乱起到一定作用。9世纪时，因为长期对吐蕃的战争造成内乱，加上统治无道而最终被黠戛斯在840年出动十万重兵灭亡。

### 黠嘎斯和阻卜时期
黠嘎斯灭亡回纥后，一部分回纥人因亡国而南迁契丹，大部分回纥人西迁中亚的塔里木盆地的绿洲城邦。少部分留在原地，期间大漠南北都被黠嘎斯占领，其东部有突厥语族的阻卜部落，一直到924年被耶律阿保机打败。
黠戛斯人打敗回紇也結束了突厥人在蒙古草原上的優勢。

### 契丹时期

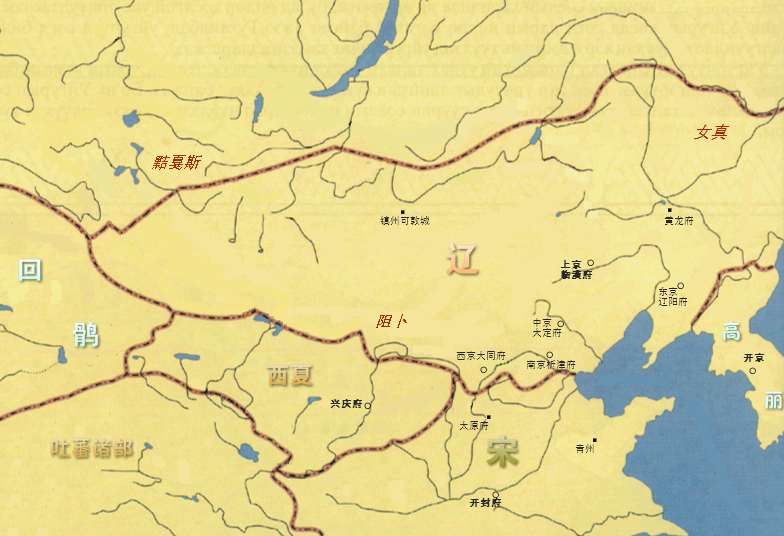
辽代的蒙古高原

契丹最早见于史籍是405年，渊源尚无定论，根据《辽史》的记录契丹人自称“青牛白马之后”，一说源于宇文鲜卑部。907年，耶律阿保机称可汗。916年建立（墓志铭有“大中央胡里只契丹国”之称），947年辽太宗耶律德光入侵后晋，并改国号大辽，到1125年为女真人所灭。契丹国盛时疆域包括蒙古高原的大部，全盛時，疆域东北至今日本海，北至今蒙古国中部的色楞格河、石勒喀河一带，西到阿尔泰山，南部和北宋、西夏接壤，成吉思汗的先祖曾受辽朝“详稳”官号。

### 蒙古帝国

蒙古帝国疆域的擴大演變

蒙古人的渊源尚无定论，一说认为蒙古人的祖先是以苍狼和白鹿为绰号的人的室韋人后裔，1127年，以尼伦和迭列斤两大部落为主体组成的蒙兀国建立。蒙兀国在12世纪时从今俄罗斯联邦布里亞特共和國和外貝加爾邊疆區一带迁徙到蒙古高原斡难河上游的。1146年其首领合不勒擊退金兵，金乃承认西平河（今克鲁伦河）以北之地为蒙兀汗国领土，並歲以牛羊等。蒙古部常与塔塔儿、蔑兒乞等部征战，合不勒孫也速該於1170年遭塔塔尔部首领殺害而导致蒙兀王国灭亡。铁木真称汗后逐渐征服了乃蛮部、克烈部、汪古部等互不隶属的突厥人部落，后来还发动了数次侵略战争，在1211年—1216年重创金国，并在1217年—1229年继续侵攻金国，在1205年—1227年间七次入侵西夏而最终彻底灭亡西夏、1218年灭西辽之后，在1219年底—1223年侵灭中亚花剌子模帝国和高加索诸国，残破东欧基辅罗斯诸国、后返回灭西夏，在1231年蒙古军入侵高丽，在1234年3月9日彻底灭亡金国。

### 元朝

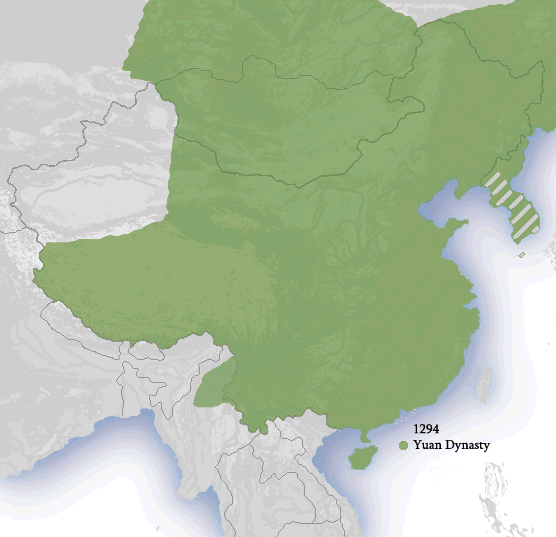
1294年的元朝疆域（绿色部分）

1259年蒙古帝国第四代大汗蒙哥汗逝世，其胞弟忽必烈争夺汗位未获普遍承认，于1271年在中原地区建立元朝，蒙古语称为“大元大蒙古国”，并最终灭亡南宋，使元朝成为中国历史上继唐以后的又一个大一统王朝。在忽必烈与阿里不哥争夺汗位期间，蒙古帝国分裂成若干互不隶属的四大汗国、以及后来忽必烈在蒙古灭金基础上建立的元朝；直到元成宗时期，经过与四大汗国协商，才再一次取得了“大蒙古国”名义上的统一，确立了元朝为名义上宗主、元朝皇帝称“蒙古大汗”。蒙古高原地区自元朝建立后，隶属于元朝治下岭北行省。

### 後蒙古帝国時期
明朝建立后，元朝在顺帝的带领下退回塞外，被称为北元，活动范围在蒙古高原，长城是明軍与北元对峙的前线。1388年，北元覆亡之後，東西蒙古分裂，明朝将此时的蒙古诸部大致分韃靼和瓦剌两大部。当时的蒙古人则将东西蒙古合称「四十四万蒙古」（都沁·都尔本）。1453年瓦剌太师也先统一蒙古诸部，在短暂称蒙古大汗后迅速败亡。15世纪末，东蒙古达延汗统一除科爾沁外的蒙古高原東部实现“中兴”。1572年，达延汗的孙子阿勒坦汗率土默特部入驻河套地區，建“库库和屯”城，并吸引明朝的白莲教徒定居土默川。阿勒坦汗在封贡后订立的藩属关系而被奉为“顺义王”。明政府于万历年间赐汉名“归化”，意思是令少数民族归顺、化一，服从明朝廷的统治。
蒙古高原南部（辽东西部、漠南南部、甘肃北部和哈密）一带蒙古部落在明朝初年都暫時歸附了明朝，明朝廷先后设置了羈縻卫所20多处，各卫所长官由原蒙古领主担任并凭证世袭。在大兴安岭以东地区，明初沿袭元朝设置了三个卫所，被称为“兀良哈三卫”；然而由于利益分配问题，三卫在明成祖时期歸附東蒙古，攻击明朝，并最终于明英宗时期彻底脱离明朝、投向西蒙古瓦剌部。
17世纪中叶，漠南蒙古归附清朝以后，蒙古的政治中心转移到了四卫拉特联盟和外喀尔喀地区。为了反对俄罗斯沙皇国的入侵和抵制建立清朝的满洲势力的吞并，卫拉特、喀尔喀蒙古统治者们，于1640年在塔尔巴哈台制定了《喀尔喀-卫拉特法典》，调解内部关系和矛盾。

## 近世

### 清朝
1616年（天命元年）建州女真首领努尔哈赤建立後金。1635年（天聰九年）其子皇太极亲率大军征服末代蒙古大汗林丹汗所在的察哈爾部，于1636年（崇德元年）改国号“大清”，漠南蒙古盡入版圖。清朝統一中國的同時，科尔沁部率先與滿洲貴族聯合；清準戰爭期間喀尔喀部等被迫投降；和硕特部、准噶尔部等其他蒙古各部則先後被清朝征服。最终清朝在1757年征服了卫拉特的准噶尔汗国，当时东亚地区的所有蒙古部落均在清朝的統治下，清軍還對准噶尔灭族。
清朝征服蒙古各部後，实行盟旗制度。盟是由各部定期会盟而形成的監察机构；旗則是仿效八旗而來，是分解原来的部落而组成的軍政合一組織。盟旗中地位最高是各旗札萨克（執政）与藏传佛教的呼图克图（活佛的一種）。蒙古各旗分为由旗人官員治理的内属蒙古和由札萨克世袭统治的外藩蒙古。外藩蒙古包括内札萨克蒙古（漠南）和外札萨克蒙古（喀尔喀、科布多以及新疆和青海等地的蒙旗）。清代后期的官方文书中出现了内蒙古和外蒙古的概念。「内蒙古」一词指内札萨克蒙古49旗，後逐漸演變為今內蒙古自治區的主體（也包括一些內屬蒙古部落），「外蒙古」则包括喀尔喀4部（有时也包含科布多和唐努乌梁海等地）。

## 近代

### 蒙古独立運動
1911年中国辛亥革命的同时，蒙古民族革命兴起，以库伦为首都的大蒙古国成立，然而只能控制外蒙古地区。1915年帝俄政府、蒙古政府与中国北洋政府三方签署《中俄蒙协约》，外蒙古同意在中國「宗主权」下实施「自治」，而内蒙古继续在中华民国直接統治下。一战后的俄国内战也波及了蒙古，煽动“泛蒙古主义”的谢苗诺夫失败后，外蒙古成为以恩琴男爵为首的白军和布尔什维克争夺的目标，最终1921年蒙古人民党在苏俄的支持下取得了蒙古人民革命的胜利，在苏联红军的帮助下建立“人民革命政权”。在苏联的影响下内蒙古也成立了追求民族解放的内蒙古人民革命党，内蒙古东部主张独立运动的民主人士如郭道甫等发动起义，福明泰等人還建立了索倫共和國等政權，但被奉系军阀镇压。布里亚特、卡尔梅克等地则建立了苏维埃政权，在苏俄境内获得自治。

## 現代

### 蒙古國

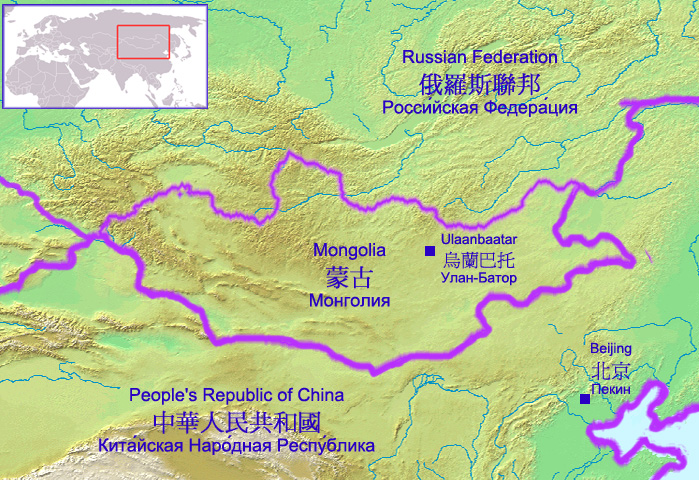
今天的蒙古国

1924年蒙古君主博克多汗圆寂后，蒙古政府宣布废除君主立宪制，成立蒙古人民共和国，定都库伦，改城名为乌兰巴托，成为世界上第二个社会主义国家。在霍尔洛·乔巴山的领导下，蒙古人民党追随苏联，奉行“集体化”政策。1937年，蒙古爆发了大镇压，党和政府、军队、僧人当中有两到三万人被杀，占当时外蒙古人口的百分之二到百分之三。1939年，苏军和蒙古人民军在哈拉哈河击败日军，1945年，苏蒙联军又在苏日战争时从大日本帝国手中解放了内蒙古和中国东北。二战结束后蒙古的主权国家地位开始被广泛承认。冷战期间蒙古参与“经互会”等组织，并成为“华沙条约组织”观察员。1961年，蒙古人民共和国成为联合国成员国。苏联解体的同時，蒙古爆發民主革命並放弃社会主义。《蒙古国憲法》于1992年2月12日生效後，国名改称为“蒙古国”，推行多黨民主选举，開始實行有總統的議會制。

### 中國内蒙古
在外蒙古独立的过程中，内蒙古一直在中华民国的统治下，被分为若干特别区，国民党政府後改设热河省、察哈尔省、綏遠省、宁夏省等若干个省，其余地区分属东北的辽宁省和黑龙江省（抗日战争结束后新设兴安省、遼北省）。1933年起，日军占领内蒙古西部的一部分地区，先後成立以德王为首的“蒙古联盟自治政府”、“蒙疆联合自治政府”，在汪精衛政權下高度自治。1945年苏蒙聯軍根据雅尔塔会议决议，出兵擊敗日本駐蒙軍和內蒙軍，在占领内蒙古的同時扶植親共勢力。1947年5月1日，中国共产党在乌兰浩特成立了内蒙古自治政府，1949年中華人民共和國成立後改為內蒙古自治區人民政府，1954年与绥远省合并，首府迁移到呼和浩特至今。內蒙古的行政區也擴大到從呼倫貝爾到阿拉善的數千公里範圍，文革期間因「內人黨事件」，內蒙古行政區劃一度大幅縮小（內蒙古東部和套西劃歸鄰省），改革開放後才恢復原狀，内蒙古自治区现辖9地级市，3盟，共计21市辖区，11县级市，17县，49旗，3自治旗。